# Jezioro Sierakowskie
Jezioro Sierakowskie (Jezioro Sierakowo, potocznie nazywane Ognicą) – jezioro na Pojezierzu Ińskim, położone w gminie Suchań, w powiecie stargardzkim, w województwie zachodniopomorskim.

## Charakterystyka
Jezioro jest typu wytopiskowego (powstało w zagłębieniu po wytapiającym się martwym lodzie). Położone w otulinie Ińskiego Parku Krajobrazowego. Prawie cała linia brzegowa otoczona jest lasem. Wody są I klasy czystości. Od strony zachodniej wypływa z niego struga Reczyca (od wschodniej części zasila je ciek również określany taką nazwą).

## Gospodarka turystyczna
Zachodni brzeg jeziora wykorzystuje się rekreacyjnie (kempingowo). Akwen używany jest również przez wędkarzy.